# Гешвилль, Макс
Макс Гешвилль (нем. Max Geschwill; родился 7 июля 2001 года, Швебиш-Халль, Германия) — немецкий футболист, защитник «Хольштайна».

## Карьера
Макс Гешвилль — воспитанник «Майнхардта», «Майнхардт/Михельфельд/Биберсфельда» и «Хоффенхайм». За вторую команду последних дебютировал в матче против альценауской «Баварии». Свой первый гол забил в ворота «Майнц 05 II». Из-за различных травм пропустил 187 дней. Несколько раз находился на скамейке запасных в матчах Бундеслиги, где подменял Марко Йона, однако на поле так и не вышел. Всего за «Хоффенхайм II» сыграл 60 игр, где забил 3 мяча и отдал 2 голевые передачи.
1 июля 2023 года на правах свободного агента перешёл в «Зандхаузен». За клуб дебютировал 1 августа в матче против «Виктории Бамменталь». Свой первый гол за «Зандхаузен» забил в ворота «Ферля». Из-за травмы лодыжки и перелома плюсневой кости пропустил 105 дней. Всего за «Зандхаузен» сыграл 31 матч, где забил два мяча.
1 июля 2024 года за 200 тысяч евро перешёл в «Хольштайн». За вторую команду клуба дебютировал в Региональной лиге против нордерштедтского «Айнтрахта». Свой первый матч за «Хольштайн» провёл 31 августа против «Вольфсбурга» в рамках Бундеслиги; Гешвилль вышел на поле сразу после перерыва, заменив Марко Коменду.